# Blombay
Blombay é uma comuna francesa na região administrativa de Grande Leste, no departamento Ardenas. Estende-se por uma área de 9,23 km². Em 2010 a comuna tinha 140 habitantes (densidade: 15,2 hab./km²).